# Lampria rubriventris
Lampria rubriventris är en tvåvingeart som först beskrevs av Macquart 1834.  Lampria rubriventris ingår i släktet Lampria och familjen rovflugor. Inga underarter finns listade i Catalogue of Life.